# Cyzenis festinans
Cyzenis festinans là một loài ruồi trong họ Tachinidae.